# Jarak
Jarak (kyrillisch: Јарак) ist ein zur Opština Sremska Mitrovica gehörendes Dorf in Srem, in der nordserbischen Provinz Vojvodina. Es hatte 2011 eine Einwohnerzahl von 2.039.

## Name

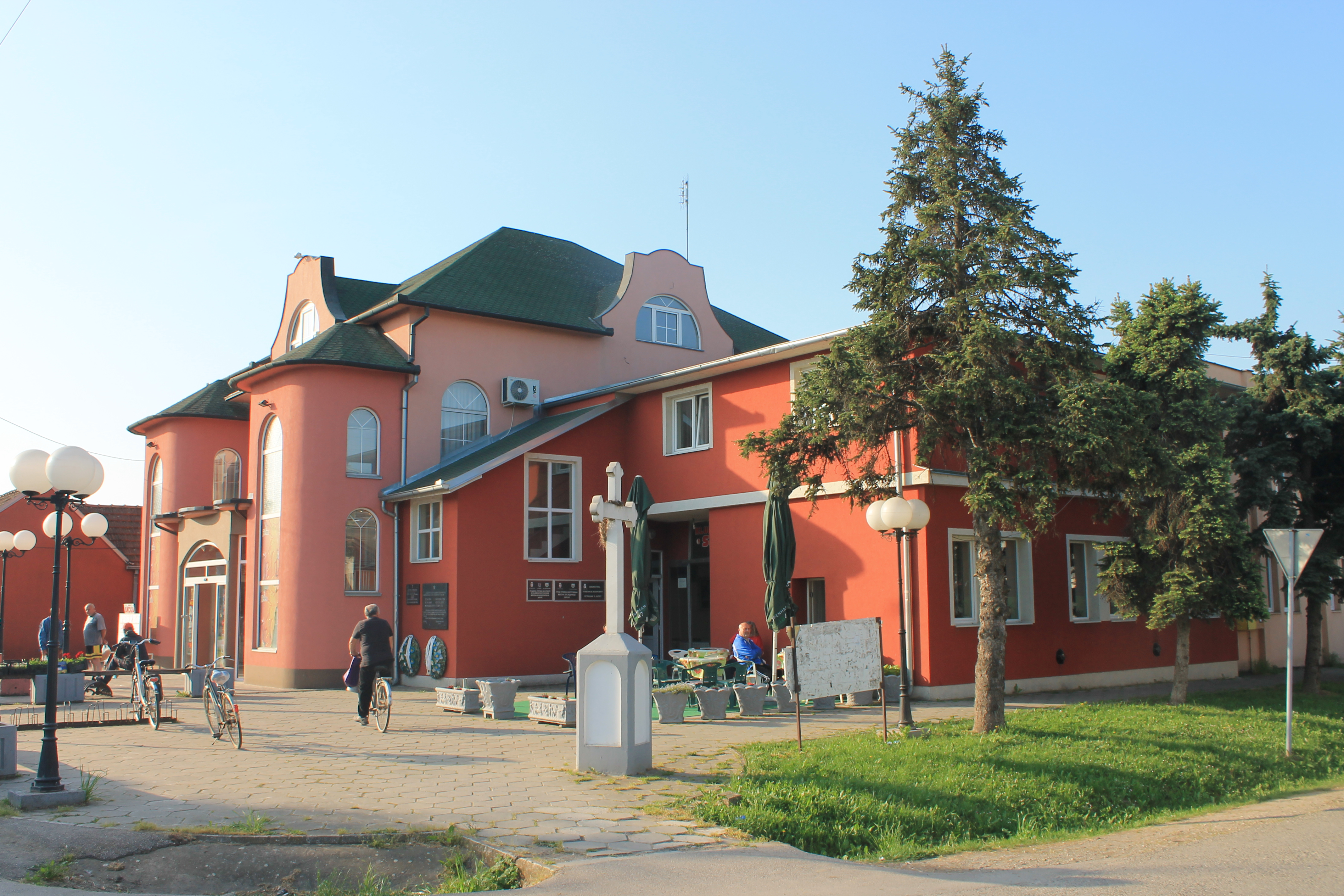
Das Kulturhaus im Dorfzentrum mit orthodoxem Wegkreuz

Das Dorf trägt im Serbischen und Kroatischen den Namen Jarak, was zu deutsch Graben bedeutet. Im Ungarischen ist zudem auch der Name Árki in Gebrauch.

## Geographie
Das Dorf liegt auf einer Ebene 78 m über dem Meeresspiegel in Srem (Syrmien), einer der drei Hauptregionen der Vojvodina. Jarak liegt am Ufer des Flusses Save. Beim Dorf münden die zwei Sava-Nebenflüsse Jarčina und Kudoš in die Save. Das Dorf liegt an Hauptstraße von Novi Sad nach Loznica, südöstlich der Gemeindehauptstadt Sremska Mitrovica.

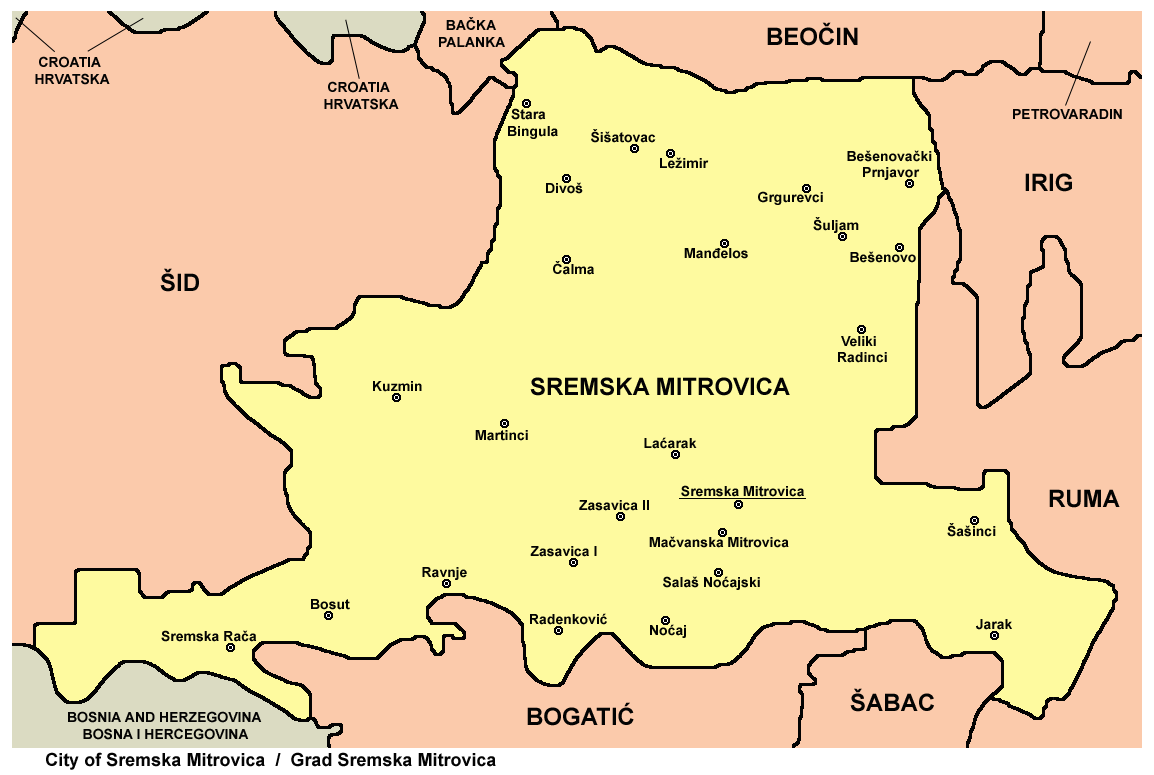
Lage des Dorfes in der Opština Sremska Mitrovica

## Bevölkerung
Jarak hatte 2242 Einwohner bei der Volkszählung im Jahr 2002, davon 2.099 Serben (94 %). Das Dorf besteht aus 713 Haushalten.

### Demographie
| Jahr | Einwohnerzahl |
| ---- | ------------- |
| 1948 | 1315          |
| 1953 | 1587          |
| 1961 | 2083          |
| 1971 | 2296          |
| 1981 | 2092          |
| 1991 | 2256          |
| 2002 | 2235          |
| 2011 | 2039          |

## Religion

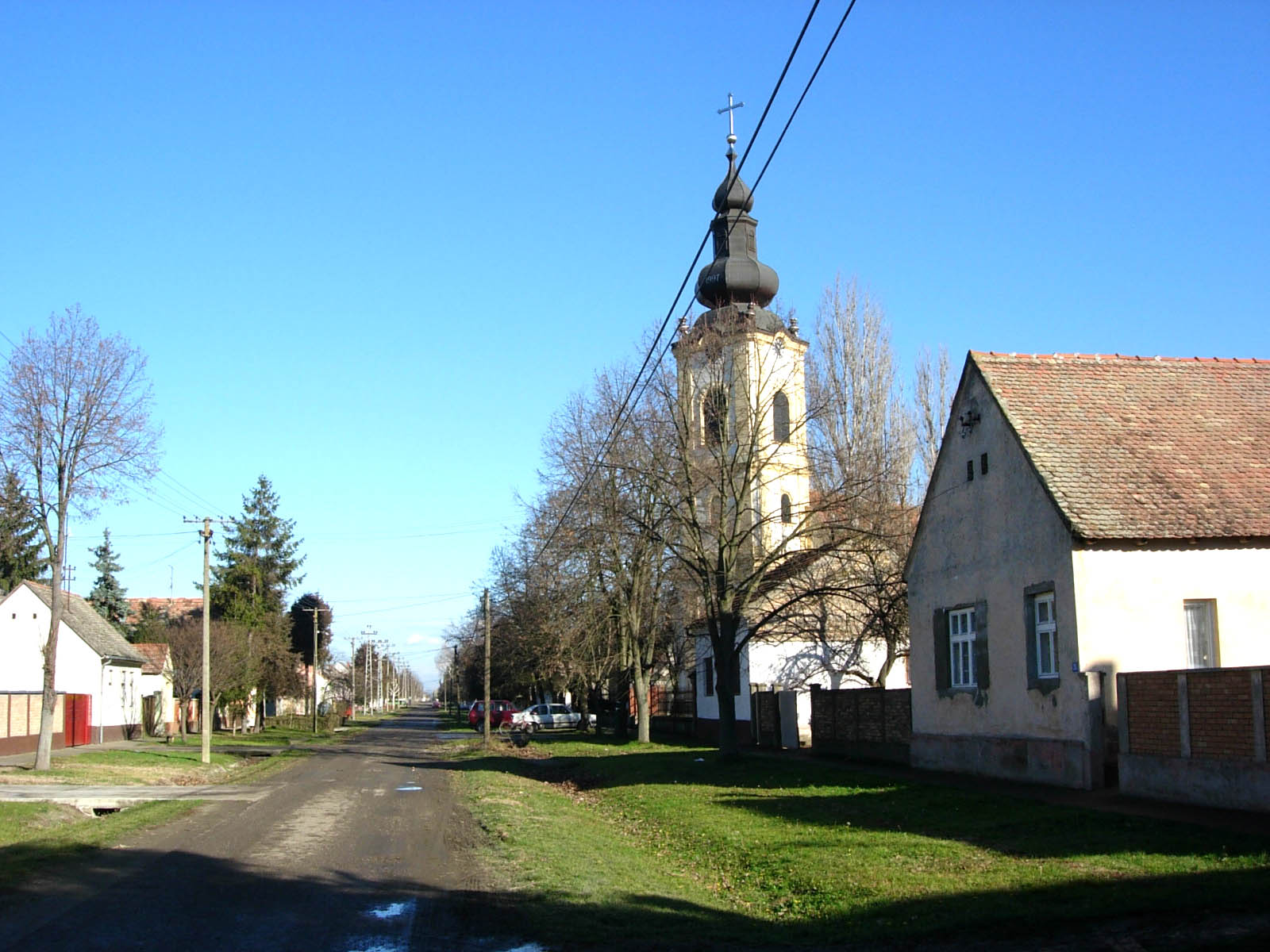
Die Serbisch-orthodoxe Kirche Hl. Georg an der Straße Savska ulica

Die Mehrheit der Dorfbewohner bekennt sich zur Serbisch-orthodoxen Kirche. In Jarak steht die Serbisch-orthodoxe Kirche Hl. Großmärtyrer Georg aus den 1770er Jahren. 
Ebenfalls befindet sich im Dorf ein Serbisch-orthodoxer Dorffriedhof und im Dorfzentrum ein orthodoxes Wegkreuz. Etwa 30 Einwohner sind Römisch- oder Griechisch-katholisch, ohne eigenes Gotteshaus.

## Geschichte
Nach den gefundenen Spuren in Form von Gegenständen, gab es wahrscheinlich schon zur Zeiten der Illyrer und Kelten eine Siedlung auf dem heutigen Dorfgebiet. 
Weitaus mehr  Spuren einer Besiedlung des heutigen Dorfes stammen aus der Zeit der alten Römern. Zu den gefundenen Artefakten dieser Epoche gehört der spätantike vergoldete römische Helm von Jarak, aus dem 4. Jahrhundert, der 2006 in der Nähe des Dorfes gefunden wurde.
Bereits im 14. Jahrhundert wurde Jarak als Festungssiedlung registriert. Das Dorf wurde 1526 von den Osmanen erobert und verwüstet. Im 18. Jahrhundert hatte Jarak etwa dreißig Häuser, und im nächsten Jahrhundert lebten etwa 150 Familien mit fast zweitausend Seelen im Dorf.
Das Dorf wurde in seiner jahrhundertelangen Geschichte oft von Kriegen heimgesucht. Die Bevölkerung des Dorfes fiel dabei oft diesen Konflikten zu Opfer und neue Bewohner kamen in den Ort. Dennoch war Jarak schon immer eine serbische Siedlung und in der Schule wurde auf Serbisch unterrichtet.

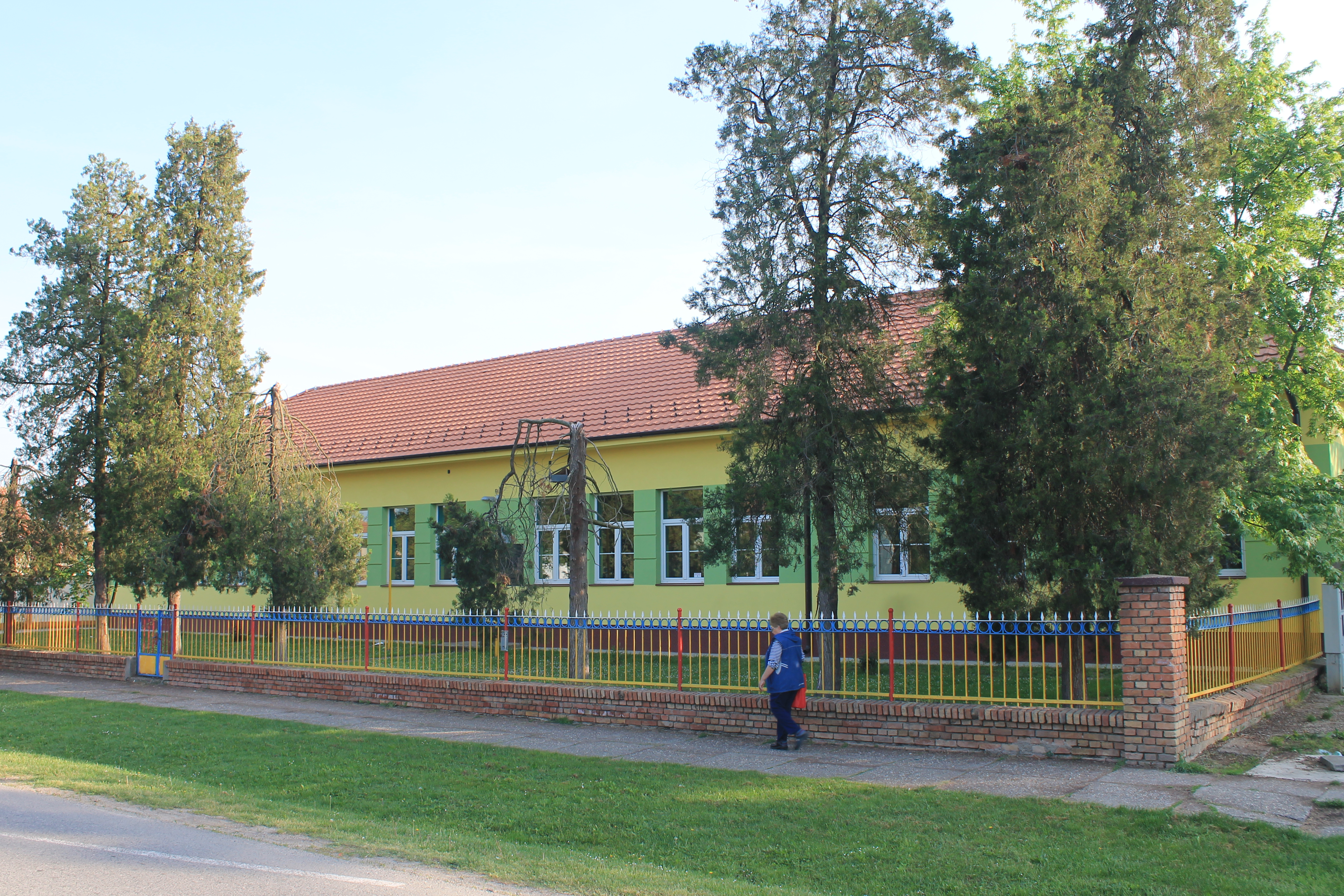
Die Dorfgrundschule Jovan Jovanović Zmaj in Jarak

In den schriftlichen Aufzeichnungen wird eine Schule im Dorf erstmals 1733 erwähnt, wahrscheinlich handelte es sich dabei um eine Privatschule in einem Privathaus. 1746 wird der Bau eines Schulgebäudes in Jarak erwähnt. Festgehalten wurde, dass es im Jahre 1766, 10 Schüler im Ort gab, zu der Zeit war Grigorije Bojčić Lehrer im Dorf. Im Schuljahr  1802/03 gab es im Ort 27 Schüler und im Schuljahr 1871/72 besuchten 57 Schüler die Schule.
Am 13. September 1914 während des Ersten Weltkriegs wurde das gesamte Dorf Jarak von den österreichisch-ungarischen Armee in Brand gesetzt und alle Einwohner des Dorfes wurden verhaftet und vor das Gericht in der Stadt Irig geführt. Als Grund für diese Sühnemaßnahme wurde genannt, das die Dorfbewohner der serbischen Armee Verpflegung und Unterschlupf geboten hatten. Jarak brannte sieben volle Tage und von den 240 Häusern des Ortes, wurden nur 9 von dem Flammenmeer verschont.
Die Aufzeichnungen besagen, dass im Dorf, obwohl es 1914 niedergebrannt wurde, im Jahre 1917 wieder der Schulbetrieb aufgenommen worden ist. Während des Königreichs Jugoslawien war Jarak ein größeres Dorf, daher besaß es eine Grundschule mit fünf Klassen.
Auch im Zweiten Weltkrieg war das Dorf großen Leiden ausgesetzt, als das ganze Dorfarchiv und Schularchiv niedergebrannt wurde.

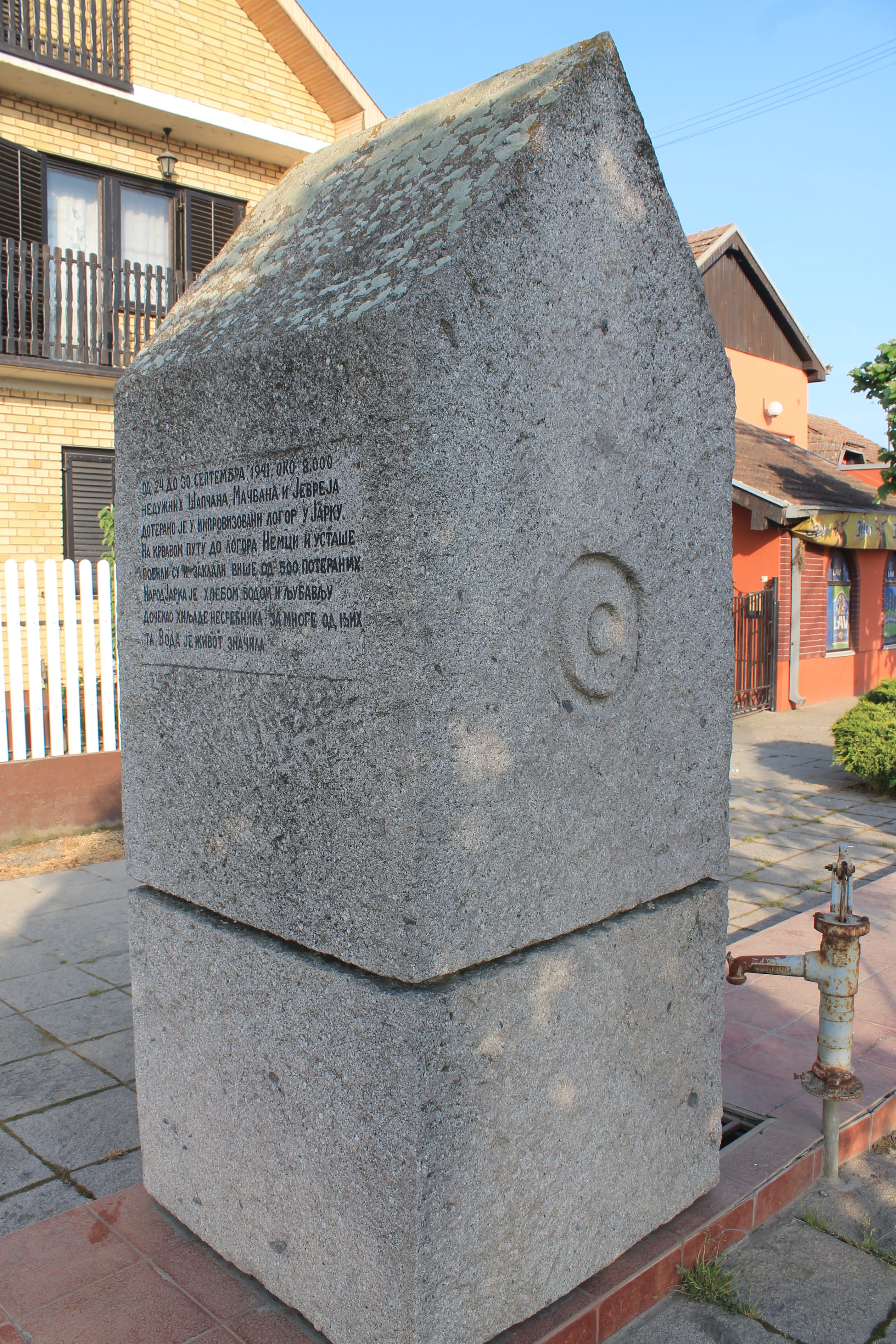
Der Gedenkbrunnen im Ort

### Jarak-Šabac-Marathon
In Jarak findet jedes Jahr der internationale Schwimm-Marathon Jarak-Šabac statt. Der 25 km lange Marathon soll an ein Verbrechen der Wehrmacht im September 1941 zur Zeit des Zweiten Weltkriegs an den serbischen und jüdischen Zivilisten der Stadt Šabac erinnern. Dieses Ereignis ist als Blutmarsch im Gedächtnis der ansässigen Bevölkerung und der jugoslawischen Literatur geblieben. 
Damals mussten unter Bewachung der Wehrmacht 5000 gefangene Zivilisten aus Šabac in das  KZ Jarak, das zu dieser Zeit im Dorf neu errichtet worden war, unter großer Brutalität der Bewacher ohne Nahrung und Wasser laufen. Viele Zivilisten starben auf dem Weg. Jene, die das Ziel erreichten, wurden von den Einwohnern Jaraks mit Brot und Wasser versorgt. 
Durch die ungünstige militärische Lage wurde das KZ Jarak nicht für einen dauerhaften Gefangenenaufenthalt benutzt, sondern  die überlebenden Zivilisten wurden sofort nach Erreichen des Lagers gezwungen, wider zurück nach Šabac zu laufen ins neu errichtete KZ Šabac.
Im Dorf wurde zur Erinnerung an diese Tragödie im Jahre 1961 ein Gedenkbrunnen errichtet.

## Kultur und Infrastruktur
In Jarak befindet sich eine Außenstelle der Grundschule Jovan Jovanović Zmaj aus Sremska Mitrovica, mit 310 Schülern. Im Dorf gibt es unter anderem: ein Kulturhaus (Dom kulture) im Dorfzentrum, eine Apotheke, ein Gesundheitszentrum (Dom zdravlja), eine Poststelle und einen Supermarkt. Jarak ist Sitz einer lokalen Gemeinschaft (Mesna zajednica).

## Sport
Im Dorf hat der Fußballclub FK Sremac seinen Sitz.